# Chuyên gia

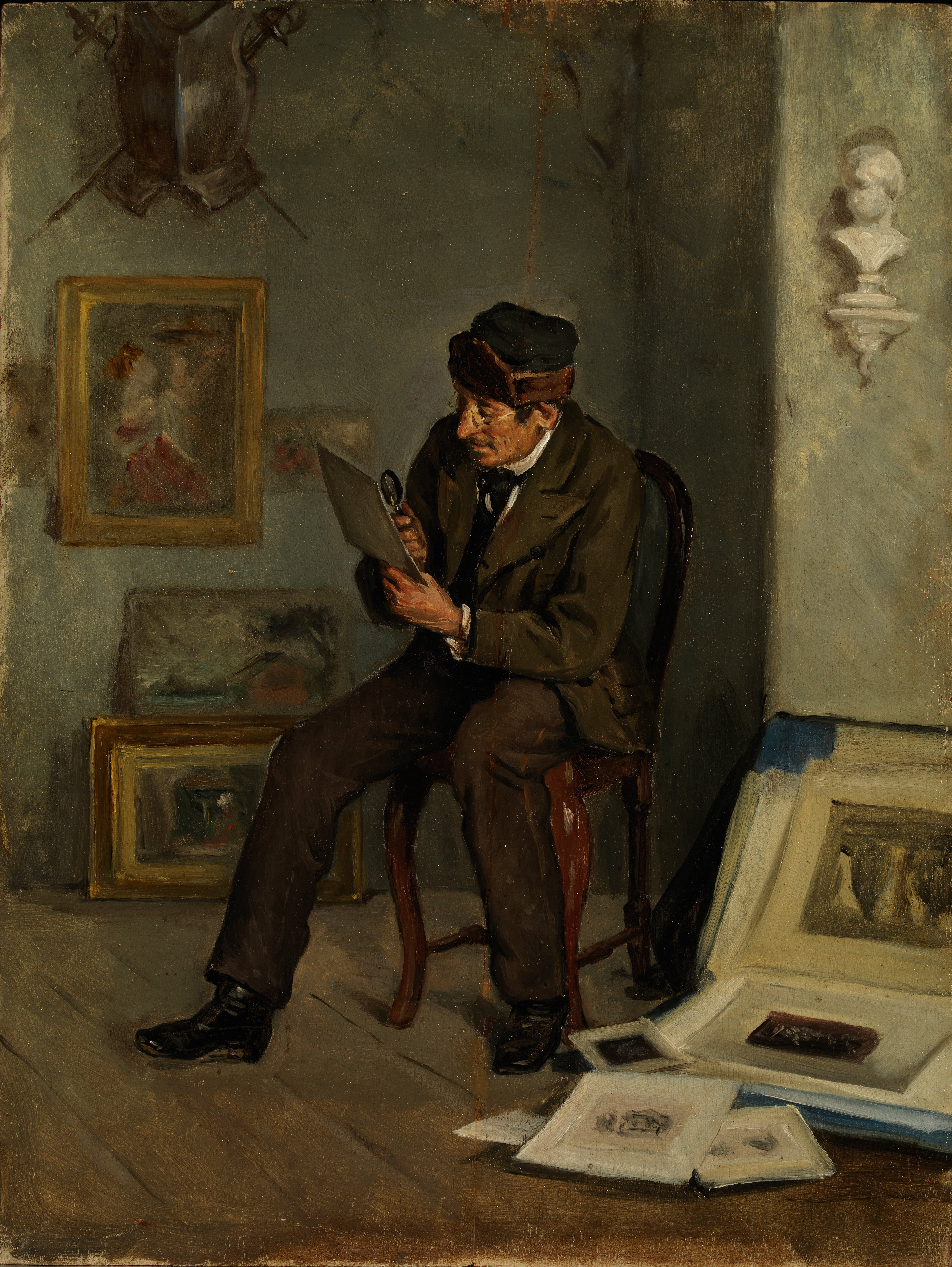

Chuyên gia là những người người được đào tạo về mặt chuyên môn theo hướng chuyên ngành, có kinh nghiệm thực hành công việc và có kỹ năng thực tiễn, lý luận chuyên sâu về một lĩnh vực cụ thể hoặc có hiểu biết vượt trội so với mặt bằng kiến thức chung. Các chuyên gia có thể tham gia trực tiếp hoặc gián tiếp (thông qua việc cho ý kiến, tham vấn) vào một công việc hay một lĩnh vực cụ thể. Một trong những đặc điểm quan trọng để nhận dạng chuyên gia so với các chuyên viên, đồng nghiệp thông thường là:
- Kỹ năng, nghề nghiệp vượt trội đồng nghiệp.
- Trong công việc luôn cho kết quả chính xác.
- Tinh thông nghiệp vụ, am tường về công việc đang làm.
- Được Tổ chức có thẩm quyền thừa nhận hoặc công nhận bằng văn bản.
- Có khả năng tư vấn thông thạo trên một vài lĩnh vực cụ thể.